# آموزش استثنائی
کودکانی به عنوان کودکان استثنایی شناخته می‌شوند که ضریب هوشی آن‌ها دو انحراف معیار بالاتر یا پایین‌تر از سایر کودکان باشد. این کودکان به خدمات آموزشی ویژه و حمایت‌های گسترده نیاز دارند تا از کل استعداد خود استفاده کنند. آن‌ها به دریافت خدمات آموزشی نیازمند هستند چون اکثر آن‌ها در یک یا چند مقوله به شرح زیر با یکدیگر تفاوت دارند: آن‌ها ممکن است کم توانی ذهنی، ناتوانی‌های یادگیری، آشفتگی‌های هیجانی، ناتوانی‌های جسمی، اختلال‌های گفتار و زبان، آسیب شنوایی یا آسیب دیداری داشته باشند یا در مقابل سرآمد و بسیار با استعداد باشند.
دانش آموز استثنایی هم به کودکان مبتلا به انواع ناتوانی و هم به کودکان تیز هوش اطلاق می شود زمانی واژه های ناتوانی و معلولیت مترادف بودند اما امروزه بین آنها تفاوت قائل شده اند.
به کودکانی استثنایی گفته می‌شود که برخلاف اکثریت افراد هم سن خود در شرایط عادی قادر به سازگاری با محیط نباشند و از نظر فکری، عقلانی، رفتاری و عاطفی با هم سالان خود فرق کلی داشته باشند و روش های خاص آموزش و پرورش درباره آن ها به کار رود.

## روان‌شناسی کودکان استثنائی
روان‌شناسی کودکان استثنائی به عنوان شاخه‌ای از دانش روان‌شناسی به مطالعه رفتار و فرایندهای روانی افراد می‌پردازد که روی یک پیوستار تحولی از کمترین حد تا بیشترین حد ممکن قرار دارند و بر این اساس به تشخیص و مداخله ویژه و کافی جهت نیل به حداکثر استعدادشان نیاز دارند.

## شیوع کودکان استثنایی
در ادبیات کودکان استثنایی، اصطلاحات (شیوع و رواج) معمولاً به جای هم مورد استفاده قرار می‌گیرند. به لحاظ فنی شیوع ناظر است بر تعداد جدید کودکان با یک وضع استثنایی در یک دوره زمانی مشخص (معمولاً یک سال) رواج به کل تعداد موارد موجود (جدید و قدیم) در یک جمعیت در یک نقطه زمانی خاص دلالت دارد. از این رو تعداد کودکان استثنایی که از خدمات آموزش‌های ویژه در آمریکا استفاده می‌کنند در حال حاضر حدود ۵/۱ میلیون نفر یا رقمی حدود ۷/۴ از تولد تا ۲۱ سالگی است که این رقم کمتر از ۱۰ درصد کل دانش آموزان مدارس را تشکیل می‌دهد. از آنجا که این ارقام تنها نمایانگر کودکانی است که در مدارس از خدمات ویژه استفاده می‌کنند، بنابراین میزان آن احتمالاً باید کمتر از میزان واقعی باشد. به علاوه کودکان تیزهوش که تعداد آن‌ها بالغ بر ۵ درصد جمعیت مدرسه رو را تشکیل می‌دهد، به‌طور کلی جمعیت کودکان استثنایی در حدود ۱۰ تا ۱۵ درصد کودکان مدرسه رو است.

## تشخیص و شناسایی کودکان استثنایی
متخصصانی که کار آموزشی را بر عهده دارند، برای تشخیص و ارزیابی تفاوت‌های بین فردی و درون فردی از تست‌ها، مصاحبه‌ها، مشاهدات و مقیاس‌های درجه‌بندی متعددی استفاده می‌کنند. تجزیه و تحلیل متخصصان از این تفاوت‌ها به آن‌ها امکان می‌دهد تا تصمیمات آموزشی مناسبی دربارهٔ کودک اتخاذ کنند. در فرایند تشخیص و ارزیابی پنج مرحله وجود دارد:
1. غربال گری، یافتن سریع و کم هزینه کودکانی که به معاینات دقیق تر و پر هزینه تری نیازمند می‌باشند.
2. تشخیص، طبقه‌بندی، جایگزینی و جمع‌آوری اطلاعات اضافی جهت تعیین این مطالب که به کودک به کدام برنامه نیاز دارد و شرایط کدام برنامه را دارد، می‌باشد.
3. برنامه‌ریزی آموزشی، استفاده از اطلاعات تشخیصی برای طراحی یک برنامه آموزشی فردی شده که بر نیازهای کودک مبتنی باشد.
4. ارزشیابی کودک، اجرای تست‌هایی به منظور تعیین این که آیا دانش آموز به صورتی واقعی مطابق انتظارات پیشرفت می‌کند و آیا هدف‌هایی را که قبلاً تعیین شده‌اند تعقیب می‌نماید.
5. ارزشیابی برنامه، تعیین میزان ثمربخشی برنامه ویژه از طریق تست و مشاهده در سراسر فرایند شناسایی و تشخیص، هدف باید این باشد که کودک را به متخصصانی مناسب ارجاع دهند. به عنوان مثال، اگر کودکی دچار یک نقص شنوایی بود، می‌بایست او را به یک متخصص شنوایی ارجاع دهند تا او را در زمینه چگونگی استفاده از وسایل کمک شنوایی آموزش دهد.[۱]